# تپه قالاکن قوجه
تپه قالاکن قوجه مربوط به سدهٔ ۶ تا ۸ ه.ق است و در شهرستان تکاب، بخش مرکزی، دهستان کرفتو، روستای قوجه واقع شده و این اثر در تاریخ ۷ اسفند ۱۳۸۵ با شمارهٔ ثبت ۱۷۷۶۲ به‌عنوان یکی از آثار ملی ایران به ثبت رسیده است.